# Gephyraulus sisymbrii
Gephyraulus sisymbrii är en tvåvingeart som beskrevs av Fedotova 1992. Gephyraulus sisymbrii ingår i släktet Gephyraulus och familjen gallmyggor.
Artens utbredningsområde är Kazakstan. Inga underarter finns listade i Catalogue of Life.